# Clan Isshiki
Il clan Isshiki (一色氏?, Isshiki-shi) fu un clan Giapponese che dichiarava la propria discendenza dal clan Ashikaga. 

## Storia
Il clan dichiarava la propria discendenza dallo Seiwa Genji e fu fondato da Ashikaga Kōshin (morto nel 1330), figlio di Ashikaga Yasuuji (1216-1270). Verso la fine del XIII° secolo gli Isshiki divennero governatori del dominio Isshiki nella provincia di Mikawa e il nome del clan risale a quel periodo.
Gli Isshiki ricoprivano incarichi amministrativi di rilievo durante lo shogunato Ashikaga. Erano uno dei quattro clan con il diritto di essere a capo del samurai-dokoro o dipartimento di guerra.
Successivamente gli Isshiki furono governatori militari della provincia di Tango dal 1336. Nel 1575 Oda Nobunaga confermò il loro governo sulla provincia.
La famiglia tuttavia perse i suoi domini durante la fine del periodo Sengoku.

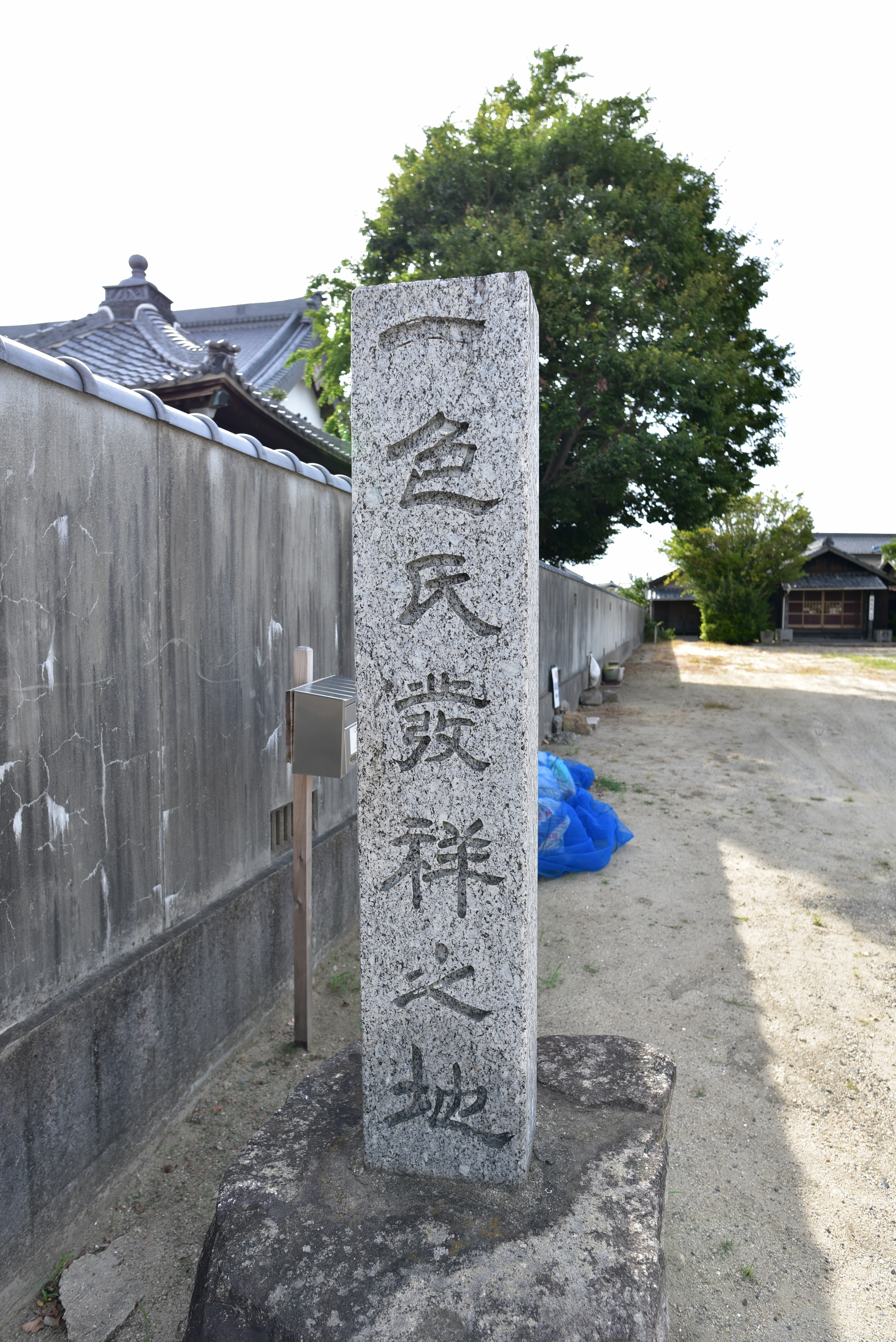
Monumento sul luogo di nascita degli Isshiki

## Membri importanti del clan
- Isshiki Kimifuka (一色 公深?) settimo figlio di Ashikaga Yasuuji (Minamoto no Yasuuji). Si stabilì a Isshiki (Mikawa) verso la fine del XIII° secolo e da qui prese il suo nome.
- Isshiki Akinori (一色 詮範?; morto 1406) sconfisse Yamana Ujikiyo nel 1391 e ricevette il feudo di Imatomi (Wakasa).
- Isshiki Yoshitsura (一色 義貫?; morto 1440) nipote di Akinori e figlio di Mitsunori (morto 1414), divise i suoi domini con suo fratello Mochinori nel 1411, quest'ultimo ricevette la provincia di Tango e Yoshitsura mantenne quella di Wakasa. Da qui la famiglia si divise in due rami. Nel 1440 si ribellò contro lo shōgun Ashikaga Yoshinori, ma fu sconfitto e ucciso da Takeda Nobukata.
- Isshiki Yoshinao (一色 義直?; morto 1483) figlio di Yoshitsura, si schierò con Yamana Sōzen durante la guerra Ōnin ma fu sconfitto da Hosokawa Katsumoto (1467).
- Isshiki Yoshiharu(一色 義直?; morto 1483) figlio di Yoshinao, accompagnò Ashikaga Yoshimi nella sua fuga a Ōmi (1488) e vi rimase fino alla nomina di Yoshitane allo shogunato (1490).
- Isshiki Yoshimichi (一色 義道?; morto 1579) Yoshimichi era figlio di Ishikki Yoshiyuki e divenne il capo del clan Isshiki nel 1558. Si oppose a Oda Nobunaga e subì l'invasione delle sue terre nel 1578 da parte di Hosokawa Fujitaka e Tadaoki. Inizialmente ebbe successo contro Fujitaka ma fu sconfitto quando Akechi Mitsuhide arrivò e il clan Nuta lo tradì dopo la caduta del suo castello nel 1579. Yoshimichi si suicidò, ma suo figlio Yoshisada continuò a resistere[6].
- Isshiki Yoshisada (一色 義定?; morto 1582) Yoshisada divenne capo del clan Isshiki quando suo padre Yoshimichi fu costretto a suicidarsi nel 1579 da Hosokawa Fujitaka. continuò a resistere fino a quando accettò una tregua con Fujitaka e sposò una delle figlie di quest'ultimo. Yoshisada fu rovesciato e ucciso nel 1582 da suo zio Isshiki Yoshikiyo, che fu a sua volta sconfitto dagli Hosokawa[7].
- Isshiki Naoyasu (一色 直休?) Naoyasu fu un funzionario dello shogunato Tokugawa che prestò servizio come fushin bugyō (magistrato dei lavori pubblici) prima di essere nominato Nagasaki bugyō nel 1850 e poi riassegnato alla posizione di kanjō bugyō (magistrato finanziario) pochi mesi dopo. Isshiki rimase kanjō bugyō fino al 1852[8].